# Боханський район
Боханський район (рос. Боханский район, бур. Боохоной аймаг) — адміністративно-територіальна одиниця (муніципальний район) Іркутської області Сибірського федерального округу Росії. Входить до складу Усть-Ординського Бурятського округу. 
Адміністративний центр - селище Бохан.

## Географія
Боханський район розташовується на північ від Іркутська на правобережжі Ангари, межує з нею з півдня на північ (близько 120 км) з Усольським, Черемховським, Аларським районами, і займає на схід на 100 кілометрів всю долину річки Іди, правої притоки Ангари. На півночі район межує з Осинським, на сході - з Ехірит-Булагатським, на півдні - з Іркутським районами області.
Клімат
Клімат різко континентальний, з тривалою холодною зимою та відносно спекотним і коротким влітку. В середньому випадає 300-350 мм опадів на рік. Висота снігового покриву становить в середньому 25-40 см. Протягом року переважають вітри північно-західного і південно-східного напрямку.